# Умершие в феврале 1996 года
Это список известных людей, соответствующих установленным критериям значимости (см. Википедия:Критерии значимости персоналий), умерших в феврале 1996 года.
Причина смерти указывается лишь в исключительных случаях (убийство, самоубийство, гибель в результате военных действий, смертная казнь, ДТП или несчастные случаи). В остальных случаях — не указывается.
- 1 февраля — Сергей Аганов (78) — советский военачальник, маршал инженерных войск
- 1 февраля — Егор Богацкий (78) — участник Великой Отечественной войны. Герой Советского Союза.
- 1 февраля — Иван Косенко (74) — полный кавалер ордена Славы.
- 2 февраля — Георгий Бердников (80) — советский и российский литературовед.
- 2 февраля — Джин Келли (83) — американский актёр, хореограф и режиссёр.
- 2 февраля — Алесь Звонак (88) — белорусский советский поэт, драматург, переводчик, театровед.
- 3 февраля — Вадим Курманин (75) — участник Великой Отечественной войны. Герой Советского Союза.
- 4 февраля — Василий Филатов (86) — участник Великой Отечественной войны. Герой Советского Союза.
- 6 февраля — Фёдор Гаркуша (75) — лейтенант Советской Армии, участник Великой Отечественной войны, Герой Советского Союза.
- 7 февраля — Филипп Дэвидсон (80) — американский военный разведчик, историк войны США во Вьетнаме.
- 7 февраля — Инна Кмит (63) — советская и российская актриса, дочь популярного артиста Леонида Кмита.
- 7 февраля — Валерия Мелашунас-Ферро (67) — украинская советская артистка балета, педагог.
- 7 февраля — Борис Чайковский (70) — советский и российский композитор, Народный артист СССР.
- 7 февраля — Лидия Чуковская (по другим сведениям, умерла 8 февраля) (88) — русская писательница, поэт, публицист, мемуаристка, дочь Корнея Чуковского.
- 8 февраля — Гайфутдин Галеев (84) — советский учёный агроном-селекционер, действительный член ВАСХНИЛ, член-корреспондент Академии сельскохозяйственных наук ГДР, Герой Социалистического Труда.
- 9 февраля — Алистер Кромби (80) — австралийский историк науки, также известный своим вкладом в исследования межвидовой конкуренции.
- 9 февраля — Иван Нестеров (81) — Герой Советского Союза.
- 9 февраля — Гунар Пиесис (64) — советский и латвийский режиссёр игрового и документального кино.
- 10 февраля — Олег Волков (96) — русский советский прозаик, публицист.
- 10 февраля — Михаил Люгарин (87) — русский советский поэт.
- 12 февраля — Павел Иллюшко (82) — Герой Советского Союза.
- 14 февраля — Борис Бажутин (71) — Герой Социалистического Труда.
- 16 февраля — Владимир Мигуля (50) — советский композитор и певец, автор многих популярных в 70-е — 90-е годы песен; сотрудничал с группой «Земляне».
- 17 февраля — Эрве Базен (84) — французский писатель, президент Гонкуровской академии с 1973.
- 17 февраля — Николай Старостин (93) — советский футболист и хоккеист, основатель московского «Спартака».
- 18 февраля — Павел Кучумов (71) — Герой Советского Союза.
- 20 февраля — Михаил Капитонов (68) — Полный кавалер ордена Славы.
- 20 февраля — Виктор Коноваленко (57) — советский хоккеист, заслуженный мастер спорта СССР, вратарь сборной СССР, двукратный олимпийский чемпион.
- 23 февраля — Любовь Попова (70) — советская певица.
- 24 февраля — Алексей Фомкин (26) — актёр.
- 25 февраля — Григорий Вязовский (77) — украинский и советский литературовед.
- 25 февраля — Михаил Кречко (70) — советский украинский хоровой дирижёр и композитор.
- 25 февраля — Степан Нехаенко (73) — Герой Советского Союза.
- 25 февраля — Пётр Цупренко (70) — советский и украинский юрист.
- 26 февраля — Дмитрий Волков (75) — Герой Советского Союза.
- 27 февраля — Лев Жильцов (68) — Герой Советского Союза.
- 27 февраля — Вячеслав Заседателев (72) — Герой Советского Союза.
- 27 февраля — Лев Квин (73) — русский писатель, член СП РФ.
- 28 февраля — Нина Гончаренко (76) — советская и украинская оперная певица.
- 28 февраля — Иван Разин (74) — Герой Советского Союза.
- 28 февраля — Максимилиан Рюбель (90) — марксистский историк и теоретик либертарного коммунизма.